# Formula 1 – sezona 1957.
| FIA Svjetsko automobilističko prvenstvo 1957. | FIA Svjetsko automobilističko prvenstvo 1957. |
|                                               | Prvak                                         |
| --------------------------------------------- | --------------------------------------------- |
| Vozač                                         | Juan Manuel Fangio (Maserati)                 |
| Prethodna sezona                              | Sljedeća sezona                               |
| 1956.                                         | 1958.                                         |

Formula 1 – sezona 1957. je bila 8. sezona u prvenstvu Formule 1. Vozilo se 8 utrka u periodu od 13. siječnja do 8. rujna 1957. godine, a prvak je postao Juan Manuel Fangio u bolidu Maserati.

## Sažetak sezone
Argentinac Juan Manuel Fangio osvojio je svoj peti, ujedno i posljednji naslov svjetskog prvaka u Formuli 1. Naslov je osigurao već na Velikoj nagradi Njemačke, dvije utrke prije kraja. Upravo je na toj utrci, koja se smatra jednom od njegovih najboljih vožnji u karijeri, Fangio je posljednji put pobijedio u Formuli 1. Argentinac je, kao i 1954., osvojio naslov vozeći za Maserati, nakon što je napustio Ferrari na kraju prošle sezone zbog loših odnosa s Enzom Ferrarijem i nezadovoljstva Ferrarijevom politikom.
Britanska momčad Vanwall, u svojoj četvrtoj sezoni, došla je do prve pobjede u Formuli 1. Dogodilo se to na stazi Aintree na VN Velike Britanije, na kojoj je i Britanac Tony Brooks dijeleći bolid sa Stirlingom Mossom došao do svoje prve pobjede. Vanwall je još dva puta pobijedio do kraja sezone.
Velika nagrada Argentine bila je posljednja utrka za Talijana Eugenija Castellottija i Španjolca Alfonsa de Portagu. Castellotti je poginuo na stazi u Modeni dok je testirao svoj Ferrari, a Portago, još jedan Ferrarijev vozač, život je izgubio na utrci Mille Miglia.
Velika nagrada Belgije i Velika nagrada Nizozemske su bile otkazane zbog poteškoća s finaciranjem, a njihovo mjesto preuzela je Velika nagrada Pescare, najduža staza u povijesti Formule 1 duga 25 kilometara. Na kraju sezone, momčad Maserati se povukla iz natjecanja, iako je njihov model 250F još dugi niz godina bio jedan od najzastupljenijih bolida na gridu. 
Utrka 500 milja Indianapolisa pripala je Samu Hanksu.

## Vozači i momčadi
Popis ne uključuje američke vozače koji su se natjecali na 500 milja Indianapolisa.
Vozači u rozim poljima su koristili bolide Formule 2 na Velikoj nagradi Njemačke.
| Momčad                    | Konstruktor    | Šasija  | Motor                                        | Gume | Vozač                   | Utrke       |
| ------------------------- | -------------- | ------- | -------------------------------------------- | ---- | ----------------------- | ----------- |
| Officine Alfieri Maserati | Maserati       | 250F    | Maserati 250F1 2.5 L6 Maserati 250F1 2.5 V12 | P    | Juan Manuel Fangio      | 1–2, 4–8    |
| Officine Alfieri Maserati | Maserati       | 250F    | Maserati 250F1 2.5 L6 Maserati 250F1 2.5 V12 | P    | Stirling Moss           | 1           |
| Officine Alfieri Maserati | Maserati       | 250F    | Maserati 250F1 2.5 L6 Maserati 250F1 2.5 V12 | P    | Jean Behra              | 1, 4–8      |
| Officine Alfieri Maserati | Maserati       | 250F    | Maserati 250F1 2.5 L6 Maserati 250F1 2.5 V12 | P    | Carlos Menditeguy       | 1–2, 4–5    |
| Officine Alfieri Maserati | Maserati       | 250F    | Maserati 250F1 2.5 L6 Maserati 250F1 2.5 V12 | P    | Giorgio Scarlatti       | 2, 6–8      |
| Officine Alfieri Maserati | Maserati       | 250F    | Maserati 250F1 2.5 L6 Maserati 250F1 2.5 V12 | P    | Harry Schell            | 2, 4–8      |
| Officine Alfieri Maserati | Maserati       | 250F    | Maserati 250F1 2.5 L6 Maserati 250F1 2.5 V12 | P    | Hans Herrmann           | 2           |
| Scuderia Ferrari          | Ferrari        | 801     | Ferrari DS50 2.5 V8                          | E P  | Peter Collins           | 1–2, 4–6, 8 |
| Scuderia Ferrari          | Ferrari        | 801     | Ferrari DS50 2.5 V8                          | E P  | Luigi Musso             | 1, 4–8      |
| Scuderia Ferrari          | Ferrari        | 801     | Ferrari DS50 2.5 V8                          | E P  | Eugenio Castellotti     | 1           |
| Scuderia Ferrari          | Ferrari        | 801     | Ferrari DS50 2.5 V8                          | E P  | Mike Hawthorn           | 1–2, 4–6, 8 |
| Scuderia Ferrari          | Ferrari        | 801     | Ferrari DS50 2.5 V8                          | E P  | Wolfgang von Trips      | 1–2, 8      |
| Scuderia Ferrari          | Ferrari        | 801     | Ferrari DS50 2.5 V8                          | E P  | Cesare Perdisa          | 1           |
| Scuderia Ferrari          | Ferrari        | 801     | Ferrari DS50 2.5 V8                          | E P  | Alfonso de Portago      | 1           |
| Scuderia Ferrari          | Ferrari        | 801     | Ferrari DS50 2.5 V8                          | E P  | José Froilán González   | 1           |
| Scuderia Ferrari          | Ferrari        | 801     | Ferrari DS50 2.5 V8                          | E P  | Maurice Trintignant     | 2, 4–5      |
| Scuderia Centro Sud       | Maserati       | 250F    | Maserati 250F1 2.5 L6                        | P    | Harry Schell            | 1           |
| Scuderia Centro Sud       | Maserati       | 250F    | Maserati 250F1 2.5 L6                        | P    | Jo Bonnier              | 1, 7–8      |
| Scuderia Centro Sud       | Maserati       | 250F    | Maserati 250F1 2.5 L6                        | P    | Masten Gregory          | 2, 6–8      |
| Scuderia Centro Sud       | Maserati       | 250F    | Maserati 250F1 2.5 L6                        | P    | André Simon             | 2           |
| Scuderia Centro Sud       | Maserati       | 250F    | Maserati 250F1 2.5 L6                        | P    | Hans Herrmann           | 6           |
| Scuderia Centro Sud       | Ferrari        | 500     | Ferrari 625 2.5 L4                           | P    | Alejandro de Tomaso     | 1           |
| Luigi Piotti              | Maserati       | 250F    | Maserati 250F1 2.5 L6                        | P    | Luigi Piotti            | 1–2, 7–8    |
| Owen Racing Organisation  | BRM            | P25     | BRM P25 2.5 L4                               | D    | Ron Flockhart           | 2, 4        |
| Owen Racing Organisation  | BRM            | P25     | BRM P25 2.5 L4                               | D    | Roy Salvadori           | 2           |
| Owen Racing Organisation  | BRM            | P25     | BRM P25 2.5 L4                               | D    | Herbert MacKay-Fraser   | 4           |
| Owen Racing Organisation  | BRM            | P25     | BRM P25 2.5 L4                               | D    | Jack Fairman            | 5           |
| Owen Racing Organisation  | BRM            | P25     | BRM P25 2.5 L4                               | D    | Les Leston              | 5           |
| Connaught Engineering     | Connaught-Alta | B       | Alta GP 2.5 L4                               | D    | Stuart Lewis-Evans      | 2           |
| Connaught Engineering     | Connaught-Alta | B       | Alta GP 2.5 L4                               | D    | Ivor Bueb               | 2           |
| Cooper Car Company        | Cooper-Climax  | T43     | Climax FPF 2.0 L4                            | A D  | Jack Brabham            | 2, 4, 7     |
| Cooper Car Company        | Cooper-Climax  | T43     | Climax FPF 2.0 L4                            | A D  | Les Leston              | 2           |
| Cooper Car Company        | Cooper-Climax  | T43     | Climax FPF 2.0 L4                            | A D  | Mike MacDowel           | 4           |
| Cooper Car Company        | Cooper-Climax  | T43     | Climax FPF 2.0 L4                            | A D  | Roy Salvadori           | 5, 7        |
| Cooper Car Company        | Cooper-Climax  | T43     | Climax FPF 1.5 L4                            | D    | Roy Salvadori           | 6           |
| Vandervell Products       | Vanwall        | VW 5    | Vanwall 254 2.5 L4                           | P    | Stirling Moss           | 2, 5–8      |
| Vandervell Products       | Vanwall        | VW 5    | Vanwall 254 2.5 L4                           | P    | Tony Brooks             | 2, 5–8      |
| Vandervell Products       | Vanwall        | VW 5    | Vanwall 254 2.5 L4                           | P    | Stuart Lewis-Evans      | 4–8         |
| Vandervell Products       | Vanwall        | VW 5    | Vanwall 254 2.5 L4                           | P    | Roy Salvadori           | 4           |
| H.H. Gould                | Maserati       | 250F    | Maserati 250F1 2.5 L6                        | D    | Horace Gould            | 2, 4–8      |
| Jo Bonnier                | Maserati       | 250F    | Maserati 250F1 2.5 L6                        | P    | Jo Bonnier              | 5           |
| Gilby Engineering         | Maserati       | 250F    | Maserati 250F1 2.5 L6                        | D    | Ivor Bueb               | 5           |
| R.R.C. Walker Racing Team | Cooper-Climax  | T43     | Climax FPF 2.0 L4                            | D    | Jack Brabham            | 5           |
| R.R.C. Walker Racing Team | Cooper-Climax  | T43     | Climax FPF 1.5 L4                            | D    | Jack Brabham            | 6           |
| Bob Gerard                | Cooper-Bristol | T44     | Bristol BS2 2.2 L6                           | D    | Bob Gerard              | 5           |
| Bruce Halford             | Maserati       | 250F    | Maserati 250F1 2.5 L6                        | D    | Bruce Halford           | 6–8         |
| Dr Ing F. Porsche KG      | Porsche        | RS550   | Porsche 547/3 1.5 F4                         | ?    | Umberto Maglioli        | 6           |
| Dr Ing F. Porsche KG      | Porsche        | RS550   | Porsche 547/3 1.5 F4                         | ?    | Edgar Barth             | 6           |
| Ridgeway Management       | Cooper-Climax  | T43 T41 | Climax FPF 1.5 L4                            | D    | Tony Marsh              | 6           |
| Ridgeway Management       | Cooper-Climax  | T43 T41 | Climax FPF 1.5 L4                            | D    | Paul England            | 6           |
| Ecurie Maarsbergen        | Porsche        | RS550   | Porsche 547/3 1.5 F4                         | D    | Carel Godin de Beaufort | 6           |
| J.B. Naylor               | Cooper-Climax  | T43     | Climax FPF 1.5 L4                            | D    | Brian Naylor            | 6           |
| Dick Gibson               | Cooper-Climax  | T43     | Climax FPF 1.5 L4                            | D    | Dick Gibson             | 6           |
| Francesco Godia Sales     | Maserati       | 250F    | Maserati 250F1 2.5 L6                        | P    | Paco Godia              | 6–8         |
| Ottorino Volonterio       | Maserati       | 250F    | Maserati 250F1 2.5 L6                        | P    | Ottorino Volonterio     | 8           |
| Ottorino Volonterio       | Maserati       | 250F    | Maserati 250F1 2.5 L6                        | P    | André Simon             | 8           |

## Kalendar
| Rd | Datum        | Velika nagrada   | Staza             | Prvo startno mjesto | Pobjednik vozač           | Pobjednik konstruktor |
| -- | ------------ | ---------------- | ----------------- | ------------------- | ------------------------- | --------------------- |
| 1  | 13. siječnja | Argentina        | Buenos Aires      | Stirling Moss       | Juan Manuel Fangio        | Maserati              |
| 2  | 19. svibnja  | Monako           | Monaco            | Juan Manuel Fangio  | Juan Manuel Fangio        | Maserati              |
| 3  | 30. svibnja  | Indianapolis 500 | Indianapolis      | Pat O'Connor        | Sam Hanks                 | Epperly-Offenhauser   |
| 4  | 7. srpnja    | Francuska        | Rouen-les-Essarts | Juan Manuel Fangio  | Juan Manuel Fangio        | Maserati              |
| 5  | 20. srpnja   | Velika Britanija | Aintree           | Stirling Moss       | Tony Brooks Stirling Moss | Vanwall               |
| 6  | 4. kolovoza  | Njemačka         | Nürburgring       | Juan Manuel Fangio  | Juan Manuel Fangio        | Maserati              |
| 7  | 18. kolovoza | Pescara          | Pescara           | Juan Manuel Fangio  | Stirling Moss             | Vanwall               |
| 8  | 8. rujna     | Italija          | Monza             | Stuart Lewis-Evans  | Stirling Moss             | Vanwall               |

## Sistem bodovanja
Sistem bodovanja u Formuli 1
| Mjesto       | Bodovi |
| ------------ | ------ |
| 1.           | 8      |
| 2.           | 6      |
| 3.           | 4      |
| 4.           | 3      |
| 5.           | 2      |
| Najbrži krug | 1      |

- Samo 5 najboljih rezultata u 8 utrka su se računali za prvenstvo vozača.

## Rezultati utrka
| Poz. | Br. | Vozač                                    | Konstruktor | Vrijeme          | Grid | Bodovi |
| ---- | --- | ---------------------------------------- | ----------- | ---------------- | ---- | ------ |
| 1.   | 2   | Juan Manuel Fangio                       | Maserati    | 3 h 0 min 55,9 s | 2.   | 8      |
| 2.   | 6   | Jean Behra                               | Maserati    | + 18,3 s         | 3.   | 6      |
| 3.   | 8   | Carlos Menditeguy                        | Maserati    | + 1 krug         | 8.   | 4      |
| 4.   | 22  | Harry Schell                             | Maserati    | + 2 kruga        | 9.   | 3      |
| 5.   | 20  | José Froilán González Alfonso de Portago | Ferrari     | + 2 kruga        | 10.  | 1      |

| Najbrži krug | Stirling Moss - 1 min 44,7 s |

| Poz. | Br. | Vozač               | Konstruktor    | Vrijeme           | Grid | Bodovi |
| ---- | --- | ------------------- | -------------- | ----------------- | ---- | ------ |
| 1.   | 32  | Juan Manuel Fangio  | Maserati       | 3 h 10 min 12,8 s | 1.   | 9      |
| 2.   | 20  | Tony Brooks         | Vanwall        | + 25,2 s          | 4.   | 6      |
| 3.   | 2   | Masten Gregory      | Maserati       | + 2 kruga         | 10.  | 4      |
| 4.   | 10  | Stuart Lewis-Evans  | Connaught-Alta | + 3 kruga         | 13.  | 3      |
| 5.   | 30  | Maurice Trintignant | Ferrari        | + 5 krugova       | 6.   | 2      |

| Najbrži krug | Juan Manuel Fangio - 1 min 45,6 s |

| Poz. | Br. | Vozač        | Konstruktor              | Vrijeme            | Grid | Bodovi |
| ---- | --- | ------------ | ------------------------ | ------------------ | ---- | ------ |
| 1.   | 9   | Sam Hanks    | Epperly-Offenhauser      | 3 h 41 min 14,25 s | 13.  | 8      |
| 2.   | 26  | Jim Rathmann | Epperly-Offenhauser      | + 21,46 s          | 32.  | 7      |
| 3.   | 1   | Jimmy Bryan  | Kuzma-Offenhauser        | + 2 min 13,97 s    | 15.  | 4      |
| 4.   | 54  | Paul Russo   | Kurtis Kraft-Novi        | + 2 min 56,86 s    | 10.  | 3      |
| 5.   | 73  | Andy Linden  | Kurtis Kraft-Offenhauser | + 3 min 14,27 s    | 12.  | 2      |

| Najbrži krug | Jim Rathmann - 1 min 2,75 s |

| Poz. | Br. | Vozač              | Konstruktor | Vrijeme          | Grid | Bodovi |
| ---- | --- | ------------------ | ----------- | ---------------- | ---- | ------ |
| 1.   | 2   | Juan Manuel Fangio | Maserati    | 3 h 7 min 46,4 s | 1.   | 8      |
| 2.   | 10  | Luigi Musso        | Ferrari     | + 50,8 s         | 3.   | 7      |
| 3.   | 12  | Peter Collins      | Ferrari     | + 2 min 6,0 s    | 5.   | 4      |
| 4.   | 14  | Mike Hawthorn      | Ferrari     | + 1 krug         | 7.   | 3      |
| 5.   | 6   | Harry Schell       | Maserati    | + 7 krugova      | 4.   | 2      |

| Najbrži krug | Luigi Musso - 2 min 22,4 s |

| Poz. | Br. | Vozač                             | Konstruktor   | Vrijeme          | Grid | Bodovi |
| ---- | --- | --------------------------------- | ------------- | ---------------- | ---- | ------ |
| 1.   | 20  | Tony Brooks Stirling Moss         | Vanwall       | 3 h 6 min 37,8 s | 3.   | 4 5    |
| 2.   | 14  | Luigi Musso                       | Ferrari       | + 25,6 s         | 10.  | 6      |
| 3.   | 10  | Mike Hawthorn                     | Ferrari       | + 42,8 s         | 5.   | 4      |
| 4.   | 16  | Maurice Trintignant Peter Collins | Ferrari       | + 2 kruga        | 9.   | 3 0    |
| 5.   | 36  | Roy Salvadori                     | Cooper-Climax | + 5 krugova      | 14.  | 2      |

| Najbrži krug | Stirling Moss - 1 min 59,2 s |

| Poz. | Br. | Vozač              | Konstruktor | Vrijeme           | Grid | Bodovi |
| ---- | --- | ------------------ | ----------- | ----------------- | ---- | ------ |
| 1.   | 1   | Juan Manuel Fangio | Maserati    | 3 h 30 min 38,8 s | 1.   | 9      |
| 2.   | 8   | Mike Hawthorn      | Ferrari     | + 3,1 s           | 2.   | 6      |
| 3.   | 7   | Peter Collins      | Ferrari     | + 35,1 s          | 4.   | 4      |
| 4.   | 6   | Luigi Musso        | Ferrari     | + 3 min 37,1 s    | 8.   | 3      |
| 5.   | 10  | Stirling Moss      | Vanwall     | + 4 min 37,0 s    | 7.   | 2      |

| Najbrži krug | Juan Manuel Fangio - 9 min 17,4 s |

| Poz. | Br. | Vozač              | Konstruktor | Vrijeme           | Grid | Bodovi |
| ---- | --- | ------------------ | ----------- | ----------------- | ---- | ------ |
| 1.   | 26  | Stirling Moss      | Vanwall     | 2 h 59 min 22,7 s | 2.   | 9      |
| 2.   | 2   | Juan Manuel Fangio | Maserati    | + 3 min 13,8 s    | 1.   | 6      |
| 3.   | 6   | Harry Schell       | Maserati    | + 6 min 46,8 s    | 5.   | 4      |
| 4.   | 14  | Masten Gregory     | Maserati    | + 8 min 16,5 s    | 7.   | 3      |
| 5.   | 30  | Stuart Lewis-Evans | Vanwall     | + 1 krug          | 8.   | 2      |

| Najbrži krug | Stirling Moss - 9 min 44,6 s |

| Poz. | Br. | Vozač                          | Konstruktor | Vrijeme          | Grid | Bodovi |
| ---- | --- | ------------------------------ | ----------- | ---------------- | ---- | ------ |
| 1.   | 18  | Stirling Moss                  | Vanwall     | 2 h 35 min 3,9 s | 2.   | 8      |
| 2.   | 2   | Juan Manuel Fangio             | Maserati    | + 41,1 s         | 4.   | 6      |
| 3.   | 36  | Wolfgang von Trips             | Ferrari     | + 2 kruga        | 8.   | 4      |
| 4.   | 26  | Masten Gregory                 | Maserati    | + 3 kruga        | 11.  | 3      |
| 5.   | 8   | Giorgio Scarlatti Harry Schell | Maserati    | + 3 kruga        | 12.  | 1      |

| Najbrži krug | Tony Brooks - 1 min 43,7 s |

## Poredak
| Mjesto | Vozač                 | Bodovi |   |   |   |   |   |   | Zastava Abruzza |   |
| ------ | --------------------- | ------ | - | - | - | - | - | - | --------------- | - |
| 1.     | Juan Manuel Fangio    | 40     | 8 | 9 |   | 8 | – | 9 | 6               | 6 |
| 2.     | Stirling Moss         | 25     | 1 | – |   |   | 5 | 2 | 9               | 8 |
| 3.     | Luigi Musso           | 16     | – |   |   | 7 | 6 | 3 | –               | – |
| 4.     | Mike Hawthorn         | 13     | – | – |   | 3 | 4 | 6 |                 | – |
| 5.     | Tony Brooks           | 11     |   | 6 |   |   | 4 | – | –               | 1 |
| 6.     | Masten Gregory        | 10     |   | 4 |   |   |   | – | 3               | 3 |
| 7.     | Harry Schell          | 10     | 3 | – |   | 2 | – | – | 4               | 1 |
| 8.     | Sam Hanks             | 8      |   |   | 8 |   |   |   |                 |   |
| 9.     | Peter Collins         | 8      | – | – |   | 4 | – | 4 |                 | – |
| 10.    | Jim Rathmann          | 7      |   |   | 7 |   |   |   |                 |   |
| 11.    | Jean Behra            | 6      | 6 |   |   | – | – | – | –               | – |
| 12.    | Stuart Lewis-Evans    | 5      |   | 3 |   | – | – | – | 2               | – |
| 13.    | Maurice Trintignant   | 5      |   | 2 |   | – | 3 |   |                 |   |
| 14.    | Wolfgang von Trips    | 4      | – | – |   |   |   |   |                 | 4 |
| 15.    | Carlos Menditeguy     | 4      | 4 | – |   | – | – |   |                 |   |
| 16.    | Jimmy Bryan           | 4      |   |   | 4 |   |   |   |                 |   |
| 17.    | Paul Russo            | 3      |   |   | 3 |   |   |   |                 |   |
| 18.    | Roy Salvadori         | 2      |   |   |   | – | 2 |   | –               |   |
| 19.    | Andy Linden           | 2      |   |   | 2 |   |   |   |                 |   |
| 20.    | Giorgio Scarlatti     | 1      |   | – |   |   |   | – | –               | 1 |
| 21.    | Alfonso de Portago    | 1      | 1 |   |   |   |   |   |                 |   |
| 22.    | José Froilán González | 1      | 1 |   |   |   |   |   |                 |   |
| Mjesto | Vozač                 | Bodovi |   |   |   |   |   |   | Zastava Abruzza |   |

- Juan Manuel Fangio je osvojio ukupno 46 bodova, ali samo 40 bodova osvojenih u pet najboljih utrka su se računala za prvenstvo vozača.

| Boja | Značenje                                                  |
| ---- | --------------------------------------------------------- |
| 5    | Osvojeni bodovi koji su se računali za prvenstvo vozača   |
| 5    | Osvojeni bodovi koji se nisu računali za prvenstvo vozača |
| –    | Vozač nije osvojio bodove u utrci                         |
|      | Vozač nije nastupao na utrci                              |

## Statistike
| Vozač               | Postolja  | Postolja  | Postolja  | Prvo startno mjesto | Najbrži krug | Krugovi u vodstvu |
| Vozač               | 1. mjesto | 2. mjesto | 3. mjesto | Prvo startno mjesto | Najbrži krug | Krugovi u vodstvu |
| ------------------- | --------- | --------- | --------- | ------------------- | ------------ | ----------------- |
| Juan Manuel Fangio  | 4         | 2         | -         | 4                   | 2            | 263               |
| Stirling Moss       | 3         | -         | -         | 2                   | 3            | 136               |
| Tony Brooks         | 1         | 1         | -         | -                   | 1            | 4                 |
| Sam Hanks           | 1         | -         | -         | -                   | -            | 136               |
| Luigi Musso         | -         | 2         | -         | -                   | 1            | 4                 |
| Mike Hawthorn       | -         | 1         | 1         | -                   | -            | 8                 |
| Jim Rathmann        | -         | 1         | -         | -                   | 1            | 24                |
| Jean Behra          | -         | 1         | -         | -                   | -            | 57                |
| Peter Collins       | -         | -         | 2         | -                   | -            | 16                |
| Carlos Menditeguy   | -         | -         | 1         | -                   | -            | -                 |
| Masten Gregory      | -         | -         | 1         | -                   | -            | -                 |
| Jimmy Bryan         | -         | -         | 1         | -                   | -            | -                 |
| Harry Schell        | -         | -         | 1         | -                   | -            | -                 |
| Wolfgang von Trips  | -         | -         | 1         | -                   | -            | -                 |
| Pat O`Connor        | -         | -         | -         | 1                   | -            | 7                 |
| Stuart Lewis-Evans  | -         | -         | -         | 1                   | -            | 5                 |
| Paul Russo          | -         | -         | -         | -                   | -            | 24                |
| Eugenio Castellotti | -         | -         | -         | -                   | -            | 6                 |
| Johnny Thomson      | -         | -         | -         | -                   | -            | 5                 |
| Troy Ruttman        | -         | -         | -         | -                   | -            | 4                 |

| Konstruktor              | Postolja  | Postolja  | Postolja  | Prvo startno mjesto | Najbrži krug | Krugovi u vodstvu |
| Konstruktor              | 1. mjesto | 2. mjesto | 3. mjesto | Prvo startno mjesto | Najbrži krug | Krugovi u vodstvu |
| ------------------------ | --------- | --------- | --------- | ------------------- | ------------ | ----------------- |
| Maserati                 | 4         | 3         | 3         | 5                   | 3            | 320               |
| Vanwall                  | 3         | 1         | -         | 2                   | 3            | 145               |
| Epperly-Offenhauser      | 1         | 1         | -         | -                   | 1            | 160               |
| Ferrari                  | -         | 3         | 4         | -                   | 1            | 34                |
| Kuzma-Offenhauser        | -         | -         | 1         | -                   | -            | 5                 |
| Kurtis Kraft-Offenhauser | -         | -         | -         | 1                   | -            | 7                 |
| Kurtis Kraft-Novi        | -         | -         | -         | -                   | -            | 24                |
| Watson-Offenhauser       | -         | -         | -         | -                   | -            | 4                 |

### Vodeći vozač u prvenstvu
U rubrici bodovi, prikazana je bodovna prednost vodećeg vozača ispred drugoplasiranog, dok je žutom bojom označena utrka na kojoj je vozač osvojio naslov prvaka.
| Utrka               | Vozač              | Bodovi |
| ------------------- | ------------------ | ------ |
| VN Argentine        | Juan Manuel Fangio | 2      |
| VN Monaka           | Juan Manuel Fangio | 11     |
| Indianapolis 500    | Juan Manuel Fangio | 9      |
| VN Francuske        | Juan Manuel Fangio | 17     |
| VN Velike Britanije | Juan Manuel Fangio | 12     |
| VN Njemačke         | Juan Manuel Fangio | 18     |
| VN Pescare          | Juan Manuel Fangio | 23     |
| VN Italije          | Juan Manuel Fangio | 15     |

| Logotip Zajedničkog poslužitelja | Zajednički poslužitelj ima još gradiva o temi Formula 1 - Sezona 1957. |

| Sezone Formule 1 | Sezone Formule 1 |
| --- | ---------------- |
| |                  |
| 1950. \| 1951. \| 1952. \| 1953. \| 1954. \| 1955. \| 1956. \| 1957. \| 1958. \| 1959. 1960. \| 1961. \| 1962. \| 1963. \| 1964. \| 1965. \| 1966. \| 1967. \| 1968. \| 1969. 1970. \| 1971. \| 1972. \| 1973. \| 1974. \| 1975. \| 1976. \| 1977. \| 1978. \| 1979. 1980. \| 1981. \| 1982. \| 1983. \| 1984. \| 1985. \| 1986. \| 1987. \| 1988. \| 1989. 1990. \| 1991. \| 1992. \| 1993. \| 1994. \| 1995. \| 1996. \| 1997. \| 1998. \| 1999. 2000. \| 2001. \| 2002. \| 2003. \| 2004. \| 2005. \| 2006. \| 2007. \| 2008. \| 2009. 2010. \| 2011. \| 2012. \| 2013. \| 2014. \| 2015. \| 2016. \| 2017. \| 2018. \| 2019. 2020. \| 2021. \| 2022. \| 2023. \| 2024. \| 2025. \| 2026. \| 2027. \| 2028. \| 2029. |                  |

| Sezone Formule 1 | Sezone Formule 1 |
| --- | ---------------- |
| |                  |
| 1950. \| 1951. \| 1952. \| 1953. \| 1954. \| 1955. \| 1956. \| 1957. \| 1958. \| 1959. 1960. \| 1961. \| 1962. \| 1963. \| 1964. \| 1965. \| 1966. \| 1967. \| 1968. \| 1969. 1970. \| 1971. \| 1972. \| 1973. \| 1974. \| 1975. \| 1976. \| 1977. \| 1978. \| 1979. 1980. \| 1981. \| 1982. \| 1983. \| 1984. \| 1985. \| 1986. \| 1987. \| 1988. \| 1989. 1990. \| 1991. \| 1992. \| 1993. \| 1994. \| 1995. \| 1996. \| 1997. \| 1998. \| 1999. 2000. \| 2001. \| 2002. \| 2003. \| 2004. \| 2005. \| 2006. \| 2007. \| 2008. \| 2009. 2010. \| 2011. \| 2012. \| 2013. \| 2014. \| 2015. \| 2016. \| 2017. \| 2018. \| 2019. 2020. \| 2021. \| 2022. \| 2023. \| 2024. \| 2025. \| 2026. \| 2027. \| 2028. \| 2029. |                  |